# Хајнинген (Доња Саксонија)
Хајнинген (њем. Heiningen) општина је у њемачкој савезној држави Доња Саксонија. Једно је од 37 општинских средишта округа Волфенбител. Према процјени из 2010. у општини је живјело 662 становника. Посједује регионалну шифру (AGS) 3158019.

## Географски и демографски подаци
Хајнинген се налази у савезној држави Доња Саксонија у округу Волфенбител. Општина се налази на надморској висини од 101 метра. Површина општине износи 8,4 km². У самом мјесту је, према процјени из 2010. године, живјело 662 становника. Просјечна густина становништва износи 79 становника/km².